# Martin Benson
Martin Benson (Londres, Inglaterra, 10 de agosto de 1918-Hertfordshire, Inglaterra, 28 de febrero de 2010) fue un actor y escritor británico de cine y televisión.

## Biografía
Con su estatura alta y sus rasgos severos, Martin Benson trabajó simultáneamente en la escena y en películas a lo largo de finales de los años 1940. La mirada penetrante de Benson y su voz acerada fueron parte esencial de numerosos dramas de época y películas de aventuras hasta bien entrada la década de los ochenta.

## Cine
Martin interpretó papeles secundarios en películas tanto en Inglaterra y los EE. UU.
Es más familiar para el público estadounidense por su retrato del hosco Kralahome en El rey y yo de 1956 y su interpretación del Sr. Solo, el gánster americano malhumorado con un "compromiso apremiante" en Goldfinger (1964) y en 39 semanas en 1957.
En 1957 fue coprotagonista, junto a Lisa Gastoni, en Man from Tangier.
Actuó en el filme de terror The Strange World of Planet X (1958).
En 1960 llegarían Oscar Wilde de Gregory Ratoff, y Los 3 mundos de Gulliver, de Jack Sher.
En 1962 protagonizó Satanás nunca duerme y en 1965 le siguió El secreto de mi éxito.
En 1963 actuó junto a Elizabeth Taylor en la epopeya histórica Cleopatra como "Ramos".
En 1976 el director Richard Donner le daría el papel del padre Spiletto en la exitosa película de terror clásico La profecía de 1976, ganadora de un premio de la academia.
En 1977 interpretó a Abu-Jahal en El mensaje.
En 1979 fue el doctor Ivanov en Meetings with Remarkable Men, de Peter Brook.
En 1985 fue Goldberg en el telefilm Arch of Triumph, de Waris Hussein, al que seguiría en 1988 su papel de comparsa no acreditado en Young Toscanini, de Franco Zeffirelli.
En 1992 estuvo en El año del cometa'.
También tuvo un papel en la exitosa producción histórica de MGM Ivanhoe. Benson interpretó tanto papeles serios, como el de Ali en Killers of Kilimanjaro, de Richard Thorpe, en 1959 como cómicos, como el de Maurice en A Shot in the Dark.
Su última actuación en cine fue en 1999 con Las cenizas de Ángela en el rol de un hermano cristiano.

## Televisión
Aunque la carrera de Benson en la pequeña pantalla fue extensa, el papel por el que llegaría a ser más conocido fue en Espada de la Libertad con su personaje del Duque de Médicis renacentista.
Otras actuaciones suyas en series de televisión incluyen The Vise (1954), Las aventuras de Aggie (1957), Las aventuras de Sir Lancelot (1957), El camino de Windom (1957), Las aventuras de Charlie Chan (1958), El hombre invisible (1959), Alcoa Presents: One Step Beyond (1961), El hombre que nunca existió (1966), El Santo (1963-1967) y Cambio de Telford (1979), entre muchos otras.
Su última actuación en televisión fue en la serie Accidentes del 2005.

## Fallecimiento
Benson murió de causas naturales mientras dormía el 28 de febrero de 2010, a los 91 años, en su casa de Markyate, Hertfordshire. Le sobreviven su esposa, Joy Swinson-Benson, sus tres hijas, su hijo y un hijastro.